# Газимагомадов, Муса Денилбекович
Муса́ Денилбе́кович Газимагома́дов (чечен. Денилбекан кӀант Газимагомадов Муса, 1 мая 1964, Малые Варанды, Чечено-Ингушская АССР — 4 апреля 2003, Москва) — российский милиционер, командир отряда милиции особого назначения при МВД Чеченской Республики, подполковник (РФ), Герой России.

## Биография
Родился 1 мая 1964 года в селе Малые Варанды Советского района Чечено-Ингушской АССР в чеченской семье. Представитель тейпа Варандой.
В 1982 году был призван в Советскую армию. Служил в 96 отдельном разведывательном батальоне 20 танковой дивизии Северной группы войск (Польша).
С 1985 года служил в МВД Чечено-Ингушской АССР сотрудником патрульно-постовой службы и оперуполномоченным. В 1993 году окончил Чечено-Ингушский государственный педагогический институт.
В 1991 году к власти пришёл Джохар Дудаев, который добился фактической независимости Чечни. Нормальное функционирование органов МВД в новых условиях стало невозможным и в начале 1992 года Газимагомадов покинул их. Он вернулся в родное село, работал плотником, участвовал в создании отряда самообороны для защиты односельчан.
С ноября 1994 года он со своим отрядом самообороны начал принимать участие в боевых действиях Первой чеченской войны. C начала 1995 года принимал активное участие в возрождении МВД Чеченской республики. С марта 1995 года — оперуполномоченный уголовного розыска РОВД Ленинского района Грозного. Затем — командир роты ОМОН МВД ЧР. Был заочно приговорён боевиками к смерти.
В событиях августа 1996 года, когда боевики вошли в Грозный, бойцы чеченского ОМОНа оказали им упорное сопротивление. Но помощь со стороны федерального командования оказана не была. Газимагомадов с оставшимися бойцами с боем прорвался на базу российских войск в Ханкале.
После окончания боевых действий чеченский ОМОН вывезли в Нальчик и бросили на произвол судьбы. Муса Газимагомадов помогал своим подчинённым наладить свою жизнь. Он создал и возглавил Ассоциацию ветеранов войны в Чечне.
В августе 1999 года по предложению ГРУ Газимагомадов тайно встретился с Асланом Масхадовым и предложил ему совместно разгромить ваххабитов с условием возвращения Чечни в состав России при сохранении за Масхадовым поста президента до проведения выборов. Однако Масхадов не принял его предложение. Началась Вторая чеченская война.
Газимагомадов сформировал отряд из чеченских ветеранов первой чеченской войны, воевавших на стороне федералов. Этот отряд принимал участие в боях по освобождению Урус-Мартана, Грозного, Шали.
В январе 2000 года он был снова назначен на должность командира Чеченского ОМОНа. С января 2003 года — заместитель начальника милиции общественной безопасности МВД ЧР.
Его отряд провёл десятки боевых операций, раскрыл около сотни тяжких и особо тяжких преступлений (теракты, убийства), уничтожил и захватил в плен более 100 боевиков, изъял большое количество оружия, боеприпасов, взрывчатки. Газимагомадов убедил десятки боевиков сложить оружие и вернуться к мирной жизни. Больше 100 омоновцев погибли в боях с сепаратистами и стали жертвами диверсий.
9 марта 2003 года попал в автокатастрофу, от последствий которой скончался 4 апреля 2003 года. Похоронен в селе Малые Варанды.
Указом Президента Российской Федерации № 1239 от 24 октября 2003 года Газимагомадову Мусе Денилбековичу присвоено звание Героя Российской Федерации (посмертно).

## Награды
- Звание Героя России — 2003;
- Орден Мужества — 2002;
- Медаль «За отвагу» — 2000;
- медали.